# 羅滕曼峰

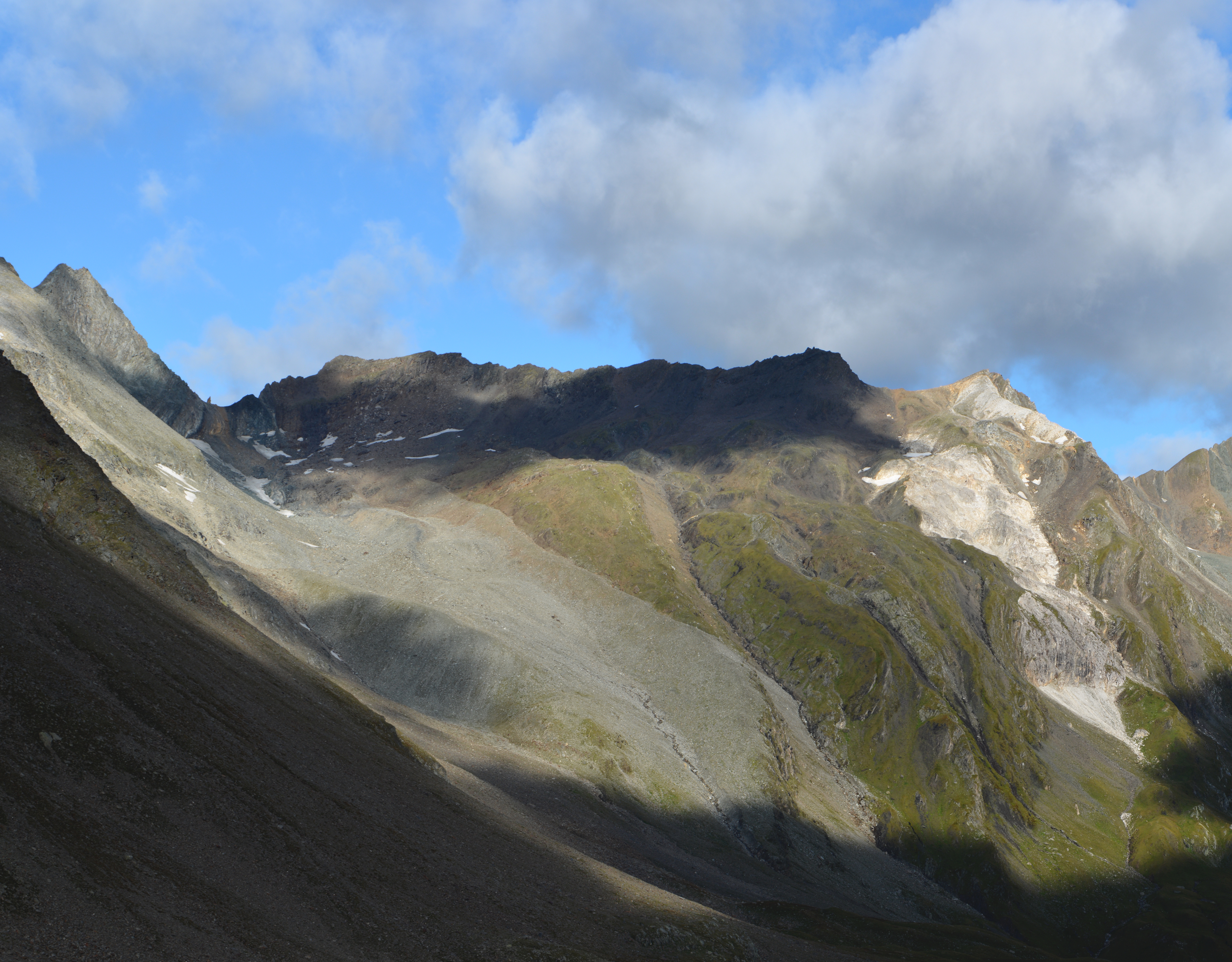

46°59′00″N 12°12′07″E / 46.983288°N 12.201908°E
羅滕曼峰（德語：Rotenmannspitze），是奧地利的山峰，位於該國西部，由蒂羅爾州負責管轄，屬於維內迪傑山脈的一部分，處於德弗雷根谷地聖雅各布和大韋內迪格山麓普雷格拉滕之間，海拔高度3,077米。